# 후라리비

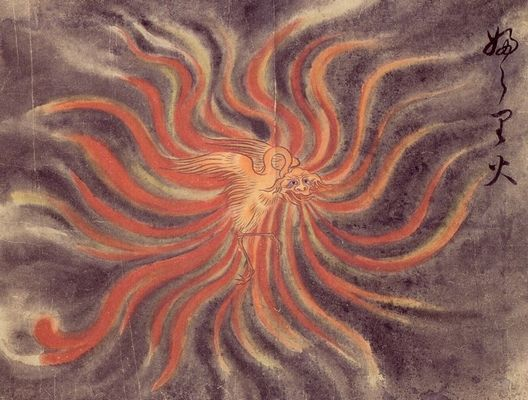

후라리비(일본어: ふらり火)는 도리야마 세키엔의 『화도 백귀야행』, 사와키 스우시의 『백괴도권』(百怪図巻), 작가 미상의 바케모노즈쿠시 등 일본의 고전 요괴 그림에 등장하는 불요괴이다.

## 개념
백괴도권, 바케모노즈쿠시 등에는 개 같은 얼굴을 하고 불에 둘러싸인 새로 묘사되어 있다. 화도 백귀야행에 나오는 것도 불에 휩싸인 새인데, 이 얼굴은 힌두 신화의 가루다를 연상시킨다.
설명문이 없어 어떤 요괴를 그린 것인지는 불분명하지만, 세계를 떠도는 불의 화신이라는 설도 있다. 현재 세상은 영혼으로 존재하며 시간이 지남에 따라 모습이 묘사된 모습으로 변했다.

## 같이 보기
- 불새 (슬라브 전설)
- 불사조

## 참고 자료
- 石崎直義編著 (1976). 《越中の伝説》. 第一法規出版. ncid: BN1616246X.
- 多田克己 (2000).  京極夏彦・多田克己編著, 편집. 《妖怪図巻》. 国書刊行会. ISBN 978-4-336-04187-6.